# Abispa eximia
Abispa eximia är en stekelart som först beskrevs av Smith 1865.  Abispa eximia ingår i släktet Abispa och familjen Eumenidae. Utöver nominatformen finns också underarten A. e. tricincta.